# Dymitr Hipolit Jabłonowski
Dymitr Hipolit Jabłonowski herbu Prus III (ur. 8 kwietnia  1706 w Kowlu, zm. 1788) – generał lejtnant wojsk koronnych od 1762, starosta mościcki od 1743, starosta kowelski od 1739, starosta świecki od 1731, starosta wiśniowski w 1771 roku, książę Świętego Cesarstwa Rzymskiego od 1744.
Był synem kanclerza wielkiego koronnego Jana Stanisława Jabłonowskiego, bratem Stanisława Wincentego i Jana Kajetana. W 1733 roku podpisał elekcję Stanisława Leszczyńskiego. W 1761 był posłem na sejm z Halicza, a w 1764 na sejm konwokacyjny z Czernihowa
18 stycznia 1754 roku podpisał we Lwowie manifest przeciwko podziałowi Ordynacji Ostrogskiej.
Poseł województwa czernihowskiego na sejm konwokacyjny 1764 roku.
W 1779 odznaczony Orderem Orła Białego, od 1749 kawaler bawarskiego Orderu Świętego Huberta.